# Zoran Dragić
Zoran Dragić (Ljubljana, 22 juni 1989) is een professionele basketbalspeler voor CB Málaga in de Spaanse competitie. Hij is 1,96 meter lang. 
Van 2006 tot 2010 was Dragic actief als shooting-guard van Geoplin Slovan. In oktober 2010 tekende hij een contract bij Krka, waar hij twee jaar voor speelde. Vanaf 2012 speelt hij bij Unicaja Malaga. Bij deze club tekende hij een contract van twee jaar.
Zijn oudere broer Goran Dragić speelt in de National Basketball Association voor de Miami Heat.